# 特热邦城堡

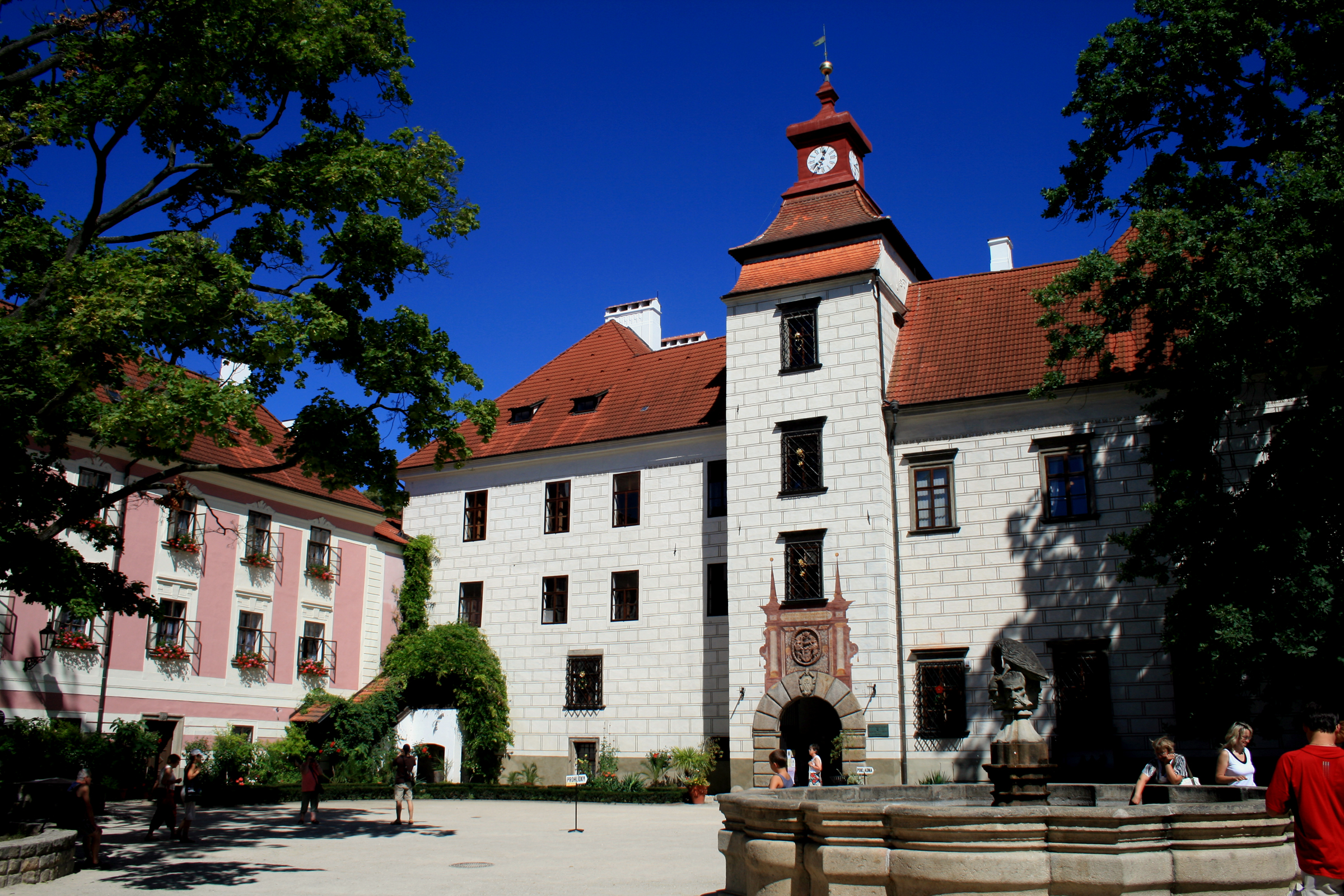

特热邦城堡（Třeboňský zámek，Zámek Třeboň）为捷克共和国最大的城堡建筑群，多达100多个客厅。特热邦城堡位于特热邦 古城西南侧，马萨里克广场（Masarykovo náměstí）的西侧，文艺复兴风格，并向公众开放。

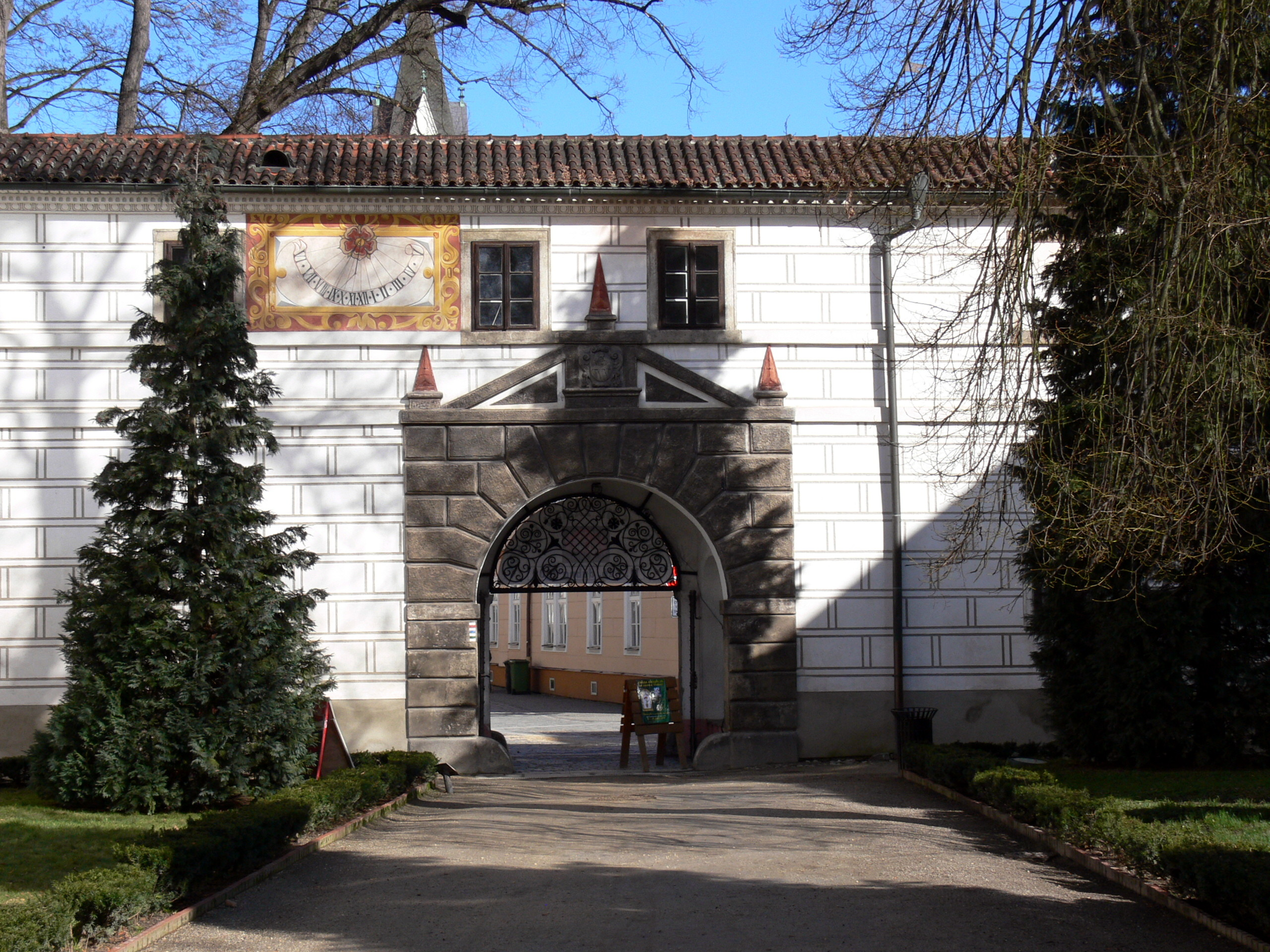
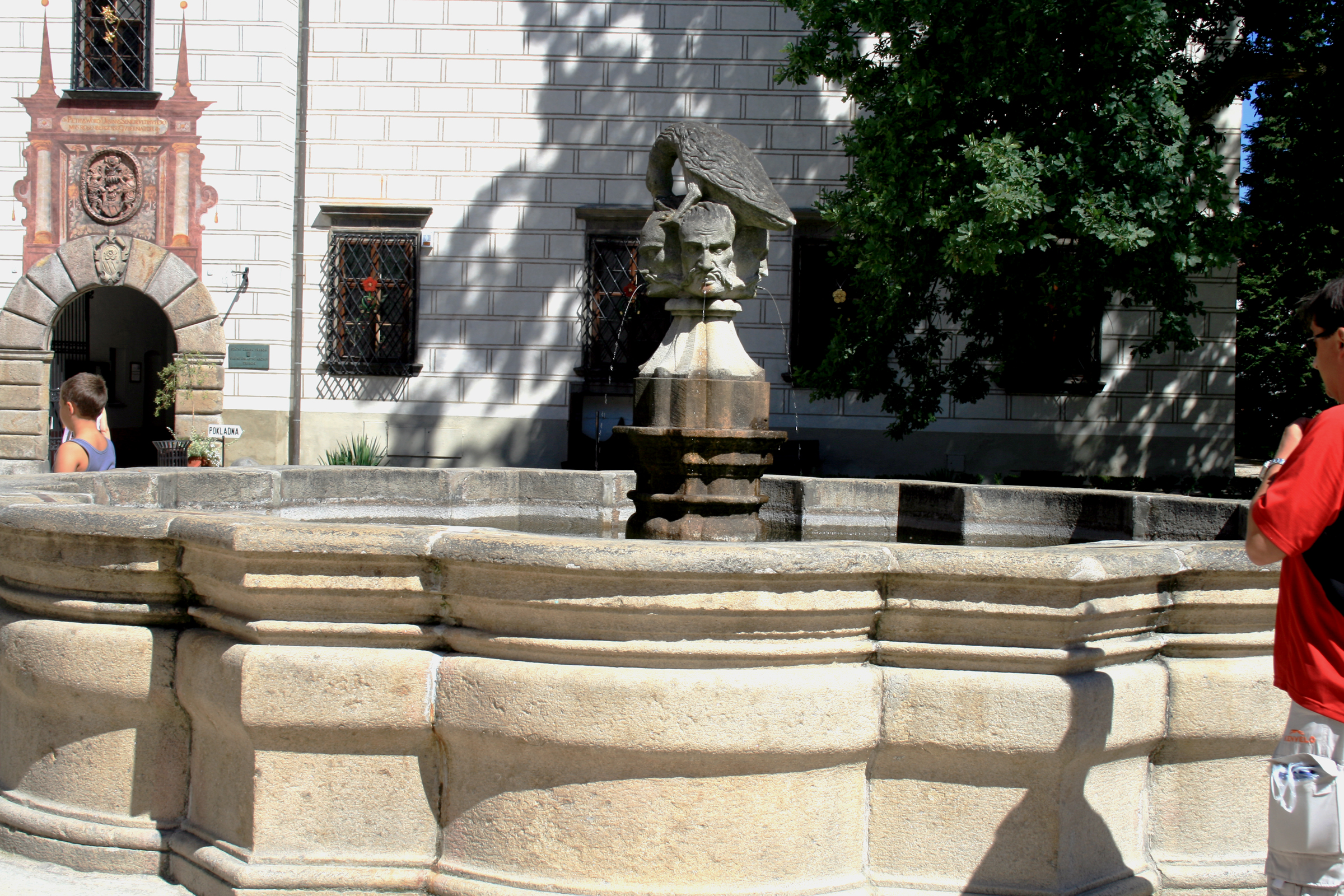
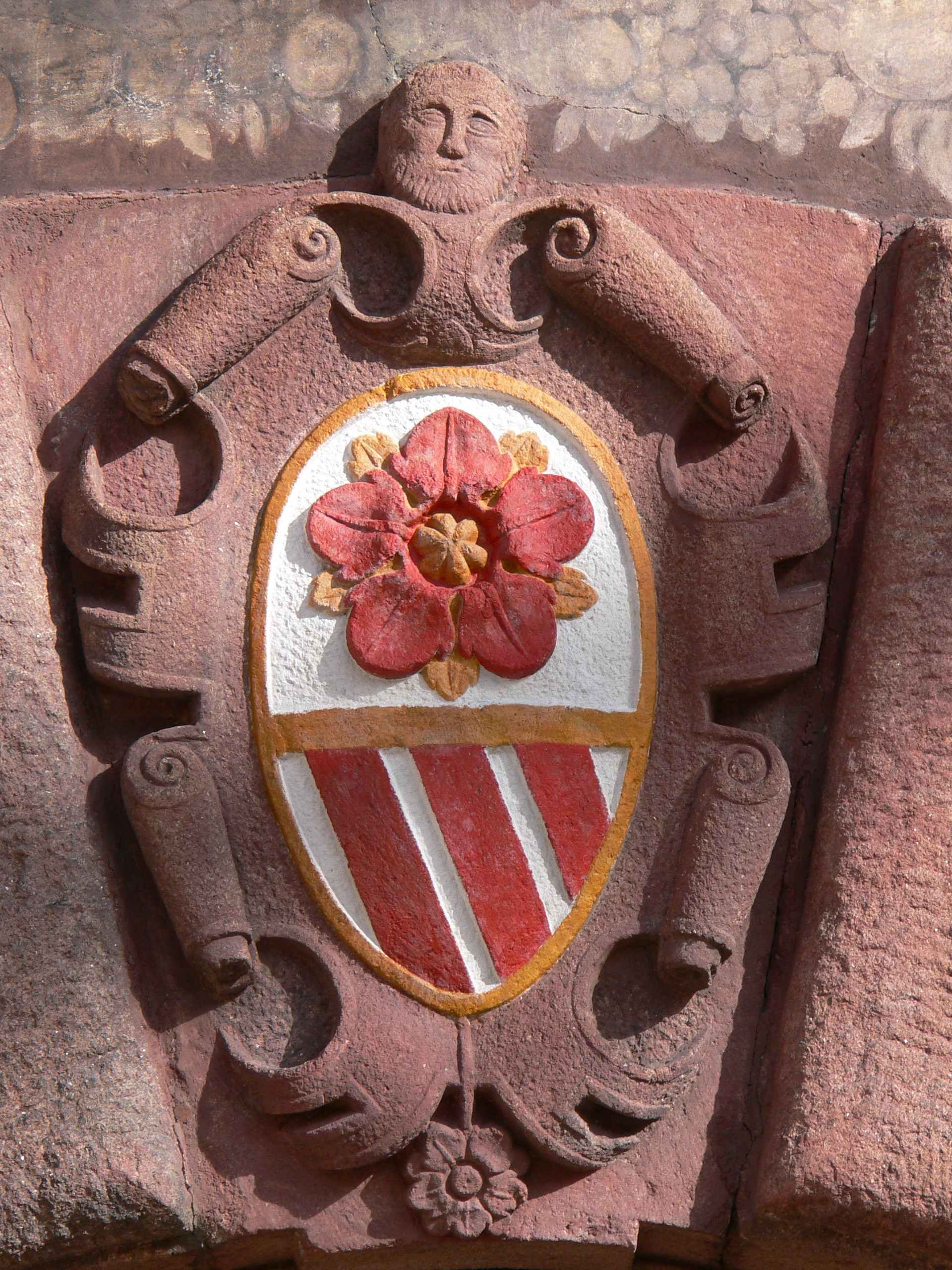
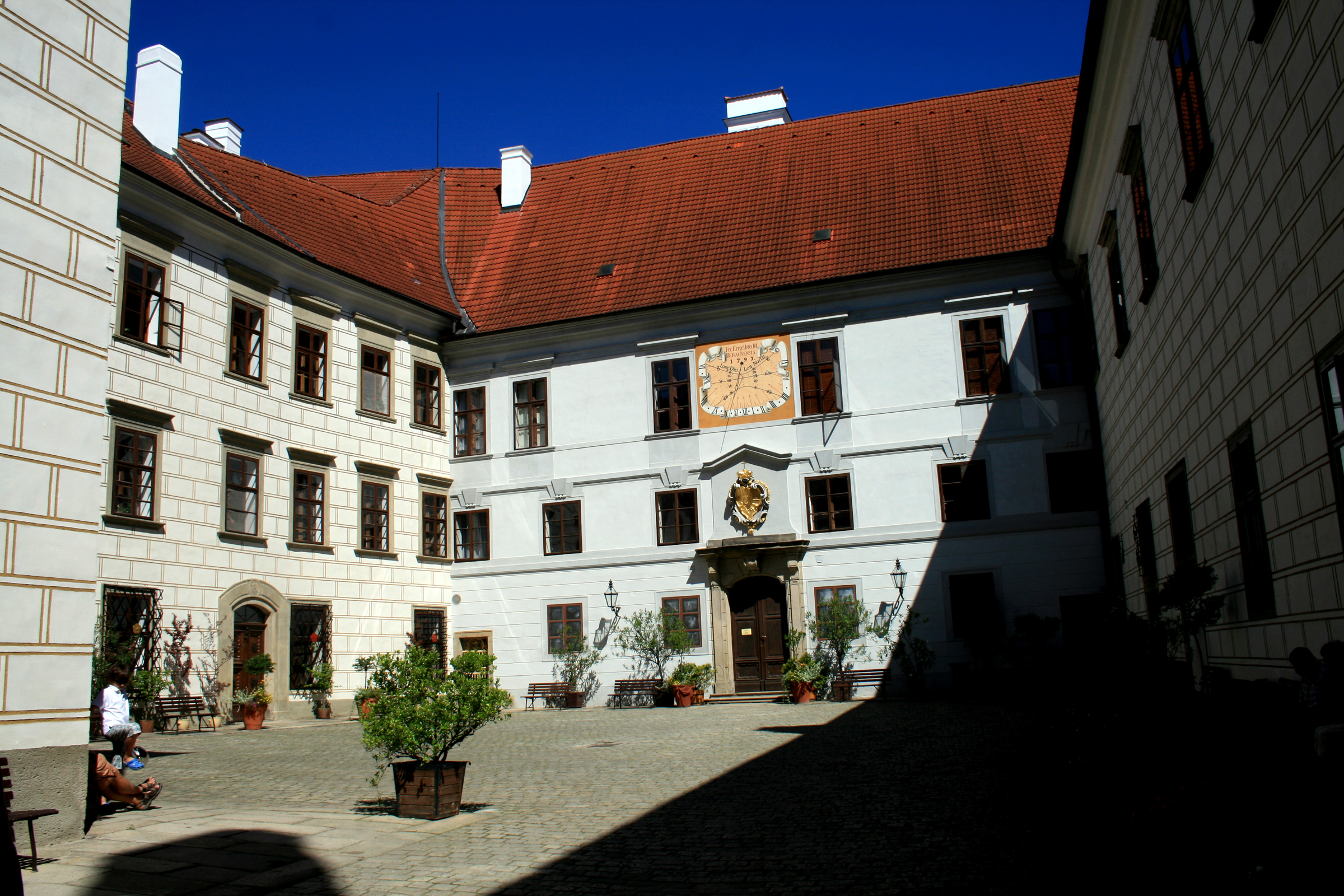
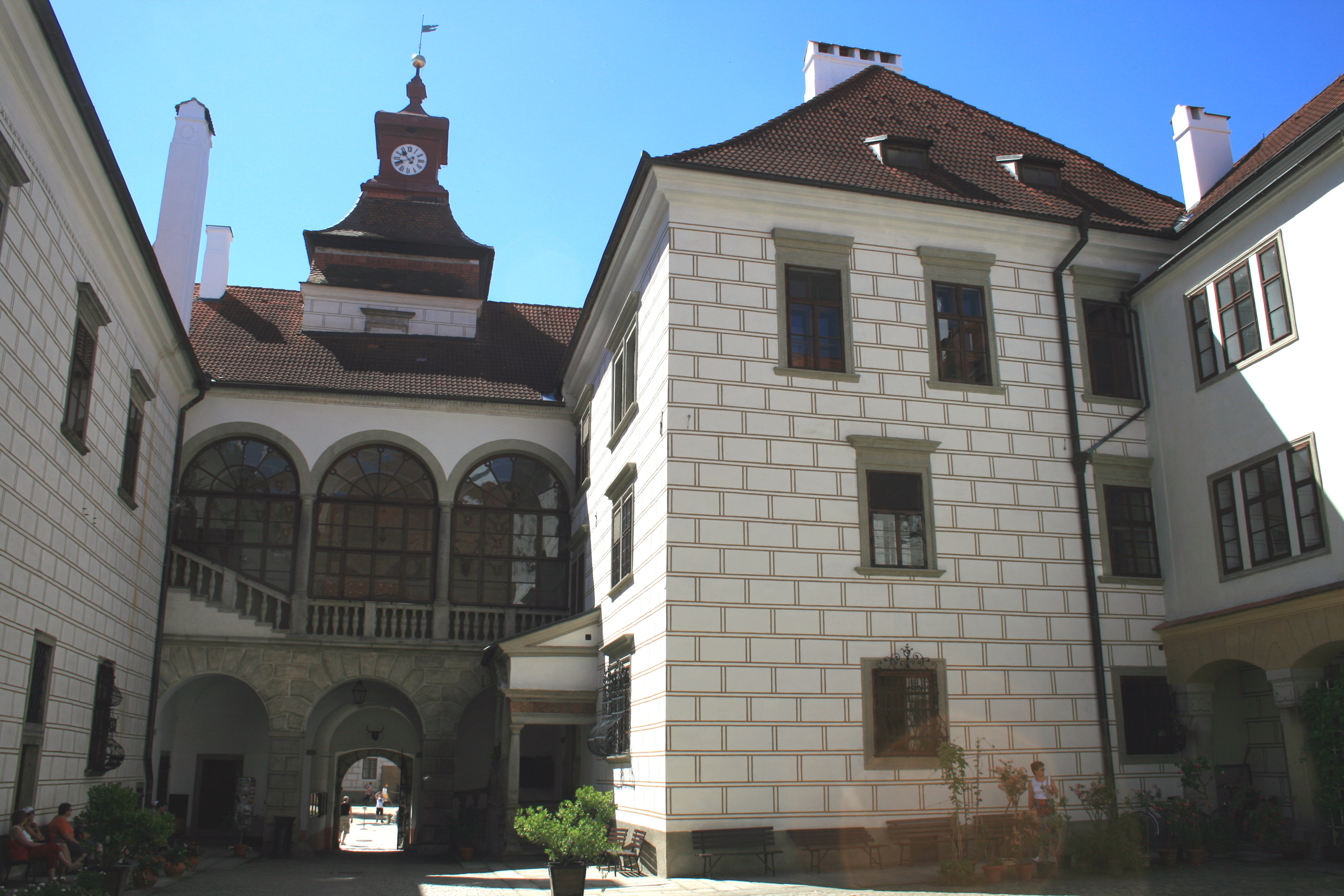
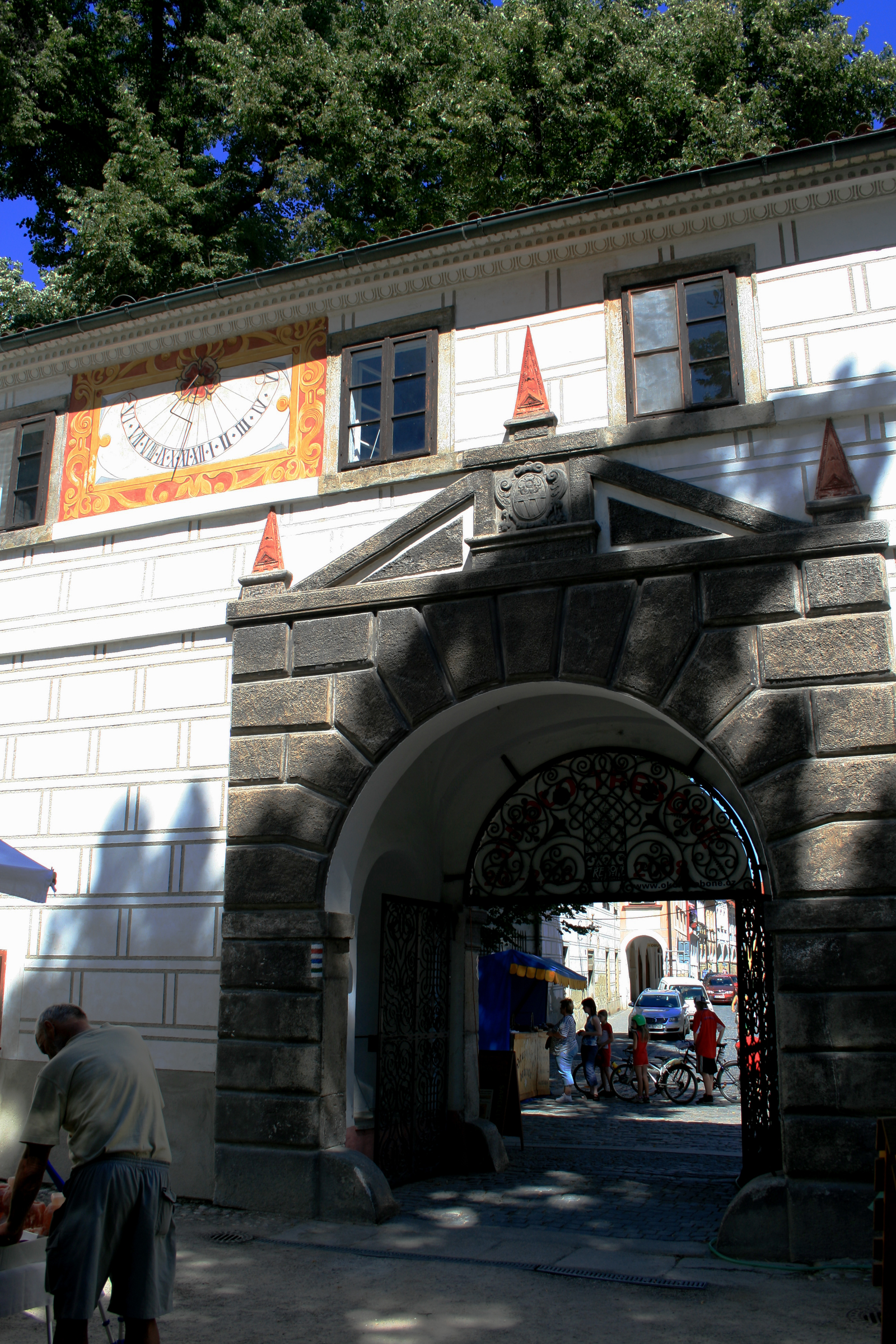
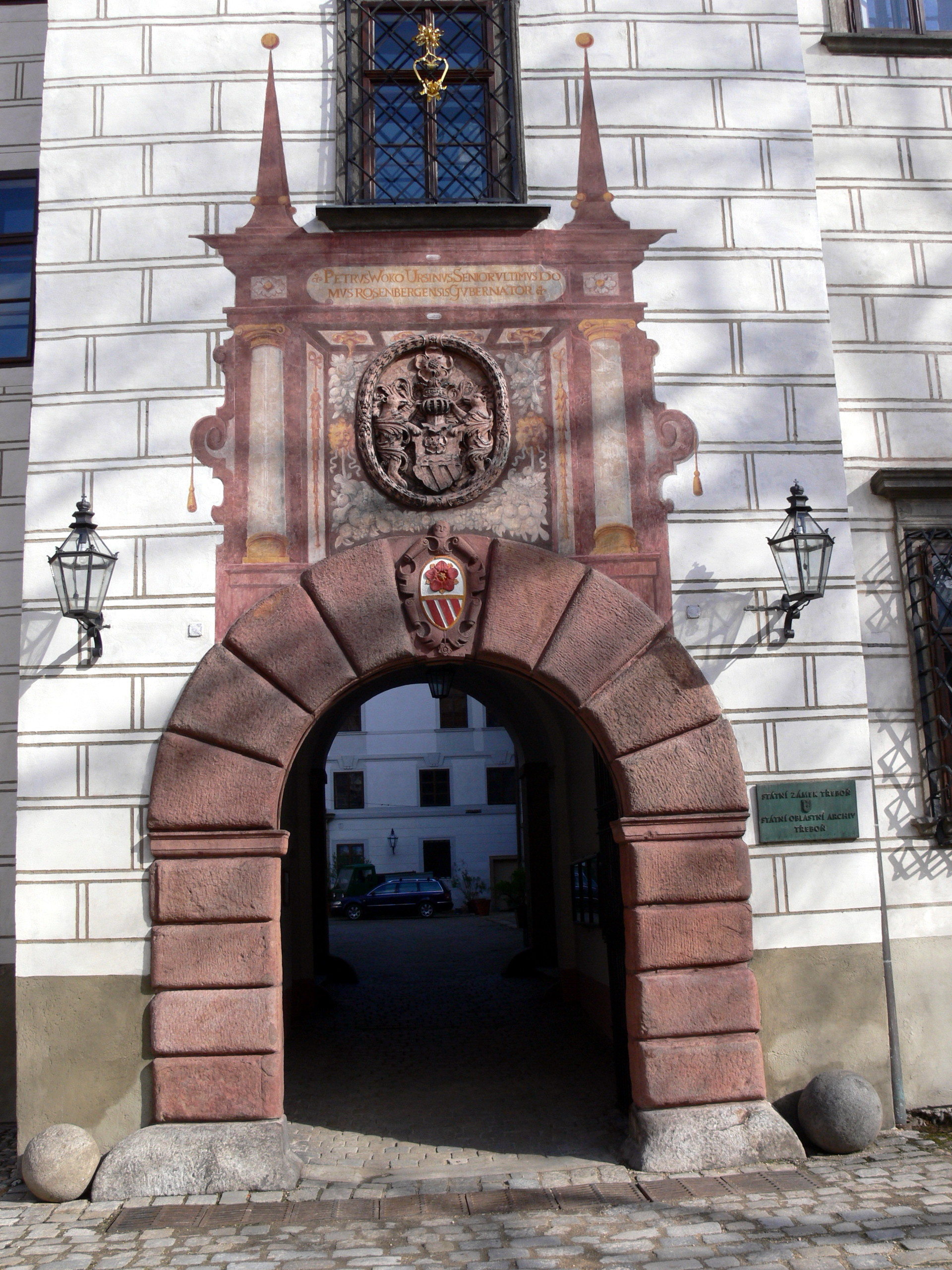
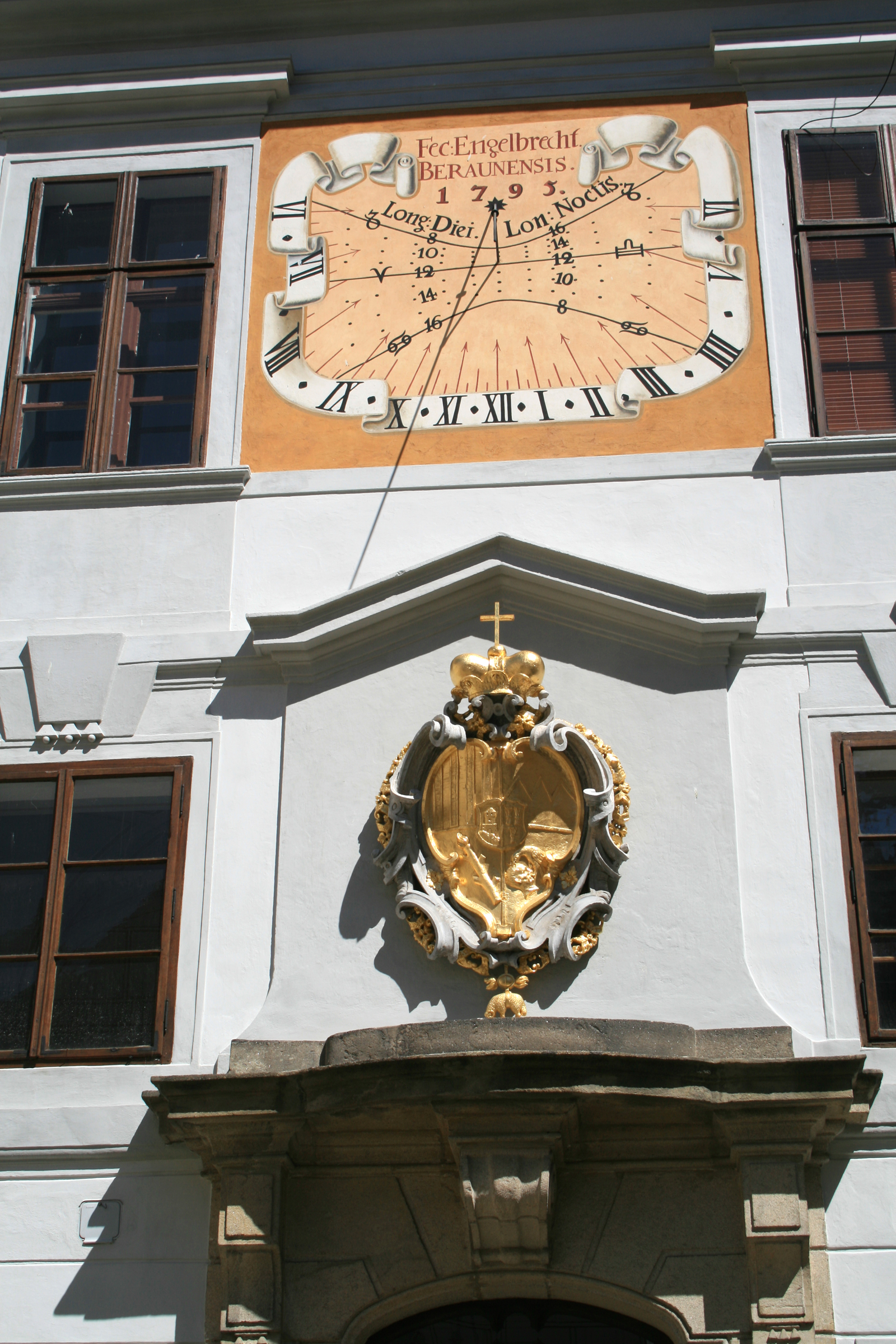
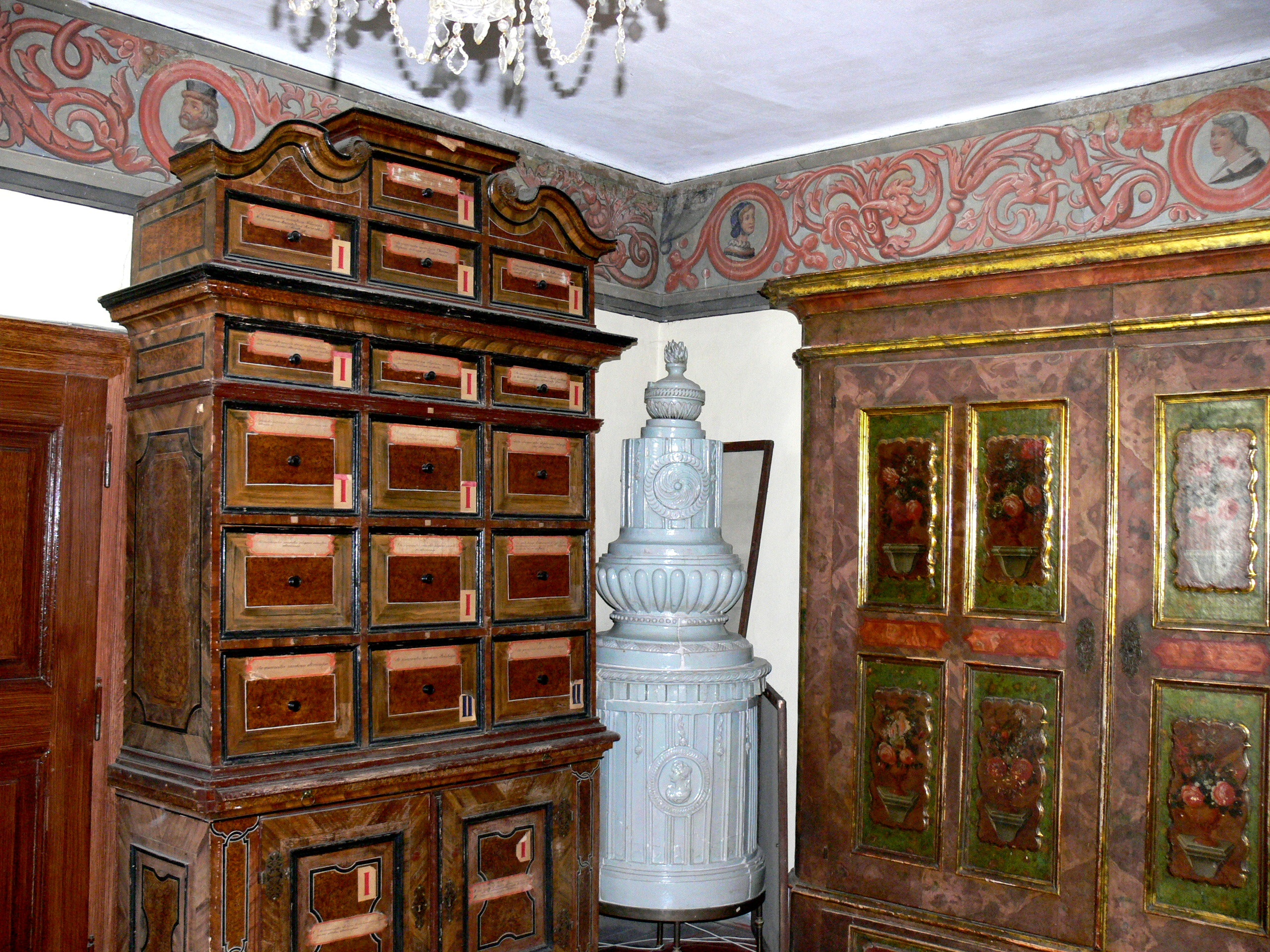